# Los Salias
Los Salias est l'une des vingt-et-une municipalités de l'État de Miranda au Venezuela. Son chef-lieu est San Antonio de Los Altos. En 2011, la population s'élève à 68 255 habitants.

## Géographie

### Subdivisions
La municipalité est constituée d'une seule paroisse civile avec, à sa tête, sa capitale (entre parenthèses) :
- San Antonio de Los Altos (San Antonio de Los Altos).